# Swing Vote (2008)
Swing Vote is een Amerikaanse komische, politiek satirische speelfilm uit 2008. De film is geregisseerd door Joshua Michael Stern, gebaseerd op het script van Stern en Jason Richman. Swing Vote werd geproduceerd door Jim Wilson, en Kevin Costner die ook de hoofdrol speelde.

## Verhaal
Bud Johnson (Kevin Costner) is een sympathieke loser uit Texico, New Mexico. Hoewel hij zelf niets om politiek geeft vindt zijn vroegwijze 12-jarige dochter Molly (Madeline Carroll) dat hij wel moet gaan stemmen bij de aankomende Amerikaanse presidentsverkiezingen. Omdat Bud het vergeet gaat Molly stiekem stemmen, maar halverwege het proces valt de stroom en daarmee de stemmachine uit. Na het tellen van de stemmen blijkt de uitslag van de nationale verkiezing af te hangen van die in New Mexico, waar de twee kandidaten een gelijkspel behaald hebben. Omdat de stem van Bud niet meegeteld kon worden mag hij nu kiezen wie er president wordt.
Beide kandidaten proberen Bud te overtuigen van hun gelijk en zijn gemoed gunstig te beïnvloeden, maar Bud heeft eigenlijk geen standpunten. Doordat zijn uitspraken verkeerd geïnterpreteerd worden nemen de kandidaten ineens tegenstrijdige standpunten in. De zittende, Republikeinse president Andrew Carington Boone (Kelsey Grammer) neemt het plots op voor het milieu en het homohuwelijk, terwijl zijn concurrent, de Democratische senator Donald Greenleaf (Dennis Hopper) zich ineens tegen abortus en immigratie keert.
Later in de film tonen de presidentskandidaten echter hun eerlijke kant en gaan speciaal voor Bud nog een keer in debat. Bud stemt, maar de film laat niet zien voor wie.

## Rolverdeling
| Acteur           | Personage                | Opmerkingen                           |
| ---------------- | ------------------------ | ------------------------------------- |
| Kevin Costner    | Ernest "Bud" Johnson     | Hoofdrol                              |
| Madeline Carroll | Molly Johnson            | Bud's dochter                         |
| Paula Patton     | Kate Madison             | Nieuwsverslaggeefster                 |
| Kelsey Grammer   | Andrew "Andy" Boone      | Zittend president (Republikein)       |
| Dennis Hopper    | Donald "Don" Greenleaf   | Presidentskandidaat (Democraat)       |
| Nathan Lane      | Arthur "Art" Crumb       | Campagnemanager van senator Greenleaf |
| Stanley Tucci    | Martin "Marty" Fox       | Campagnemanager van president Boone   |
| George Lopez     | John Sweeney             | Baas van de televisiezender           |
| Judge Reinhold   | Walter                   | Bud's collega                         |
| Chip Esten       | Lewis                    |                                       |
| Mare Winningham  | Larissa Johnson          |                                       |
| Mark Moses       | Procureur-generaal Wyatt |                                       |
| Nana Visitor     | Galena Greenleaf         |                                       |